# Волта (језеро)
Волта је највећа вештачка акумулација на свету са која обухвата 8.502 км². Налази се на реци Волти у Гани. Језеро је издуженог облика дугачко око 400 километара. Настало је 1965. године подизањем бране Акосомбо, недалеко од ушћа реке у Гвинејски залив. Просечна дубина Волте је око 19 метара, а највећа 75 метара. Површина басена износи чак 390.000 км². Језеро има доста притока од којих се издвајају Црна Волта, Бела Волта, Мо, Дака, Оти, Пру и др. Постоји и једна отока — река Волта.
Укупна запремина језера је око 150 км³, а лежи на палеозојским пешчарима и лапорцима. На левој обали налази се Национални парк Дигја, а на самом језеро постоји неколико мањих острва где се истичу Кпорве, Доди и Дварф. Значај Волте је велике јер њене воде служе за наводњавање, водоснабдевање и производњу електричне енергије. Њеном електро-систему припадају Гана, а све више и Того и Бенин. Захваљујући величини и значају језеро је једно од најинтересантнијих туристичких дестинација Гане.

## Галерија
- Путовање по језеру.
- Панорама језера.
- Вегетација на језеру.